# Nephrotoma nigritana
Nephrotoma nigritana är en tvåvingeart som först beskrevs av Mannheims 1958.  Nephrotoma nigritana ingår i släktet Nephrotoma och familjen storharkrankar.
Artens utbredningsområde är Tanzania. Inga underarter finns listade i Catalogue of Life.